# Madeleine Stowe
Madeleine Stowe (tên khai sinh Madeline M. Stowe; sinh 18/08/1958) là một diễn viên Mỹ. 

## Danh mục phim

### Điện ảnh
| Năm  | Tên phim                 | Vai diễn                     | Ghi chú    |
| ---- | ------------------------ | ---------------------------- | ---------- |
| 1982 | Gangster Wars            | Ruth Lasker                  |            |
| 1987 | Stakeout                 | Maria McGuire                |            |
| 1988 | Tropical Snow            | Marina                       |            |
| 1989 | Worth Winning            | Veronica Briskow             |            |
| 1990 | Revenge                  | Miryea                       |            |
| 1990 | The Two Jakes            | Lillian Bodine               |            |
| 1991 | Closet Land              | Victim                       |            |
| 1992 | Unlawful Entry           | Karen Carr                   |            |
| 1992 | The Last of the Mohicans | Cora Munro                   |            |
| 1993 | Another Stakeout         | Maria McGuire                | uncredited |
| 1993 | Short Cuts               | Sherri Shepard               |            |
| 1994 | China Moon               | Rachel Munro                 |            |
| 1994 | Blink                    | Emma Brody                   |            |
| 1994 | Bad Girls                | Cody Zamora                  |            |
| 1995 | 12 Monkeys               | Kathryn Railly               |            |
| 1998 | The Proposition          | Eleanor Barret               |            |
| 1998 | Playing by Heart         | Gracie                       |            |
| 1999 | The General's Daughter   | Warr. Off. Sara Sunhill      |            |
| 2001 | Impostor                 | Maya Olham                   |            |
| 2002 | We Were Soldiers         | Julie Moore                  |            |
| 2002 | Avenging Angelo          | Jennifer Barrett Allieghieri |            |
| 2003 | Octane                   | Senga Wilson                 |            |

### Truyền hình
| Năm      | Tên phim                    | Vai diễn                | Ghi chú                          |
| -------- | --------------------------- | ----------------------- | -------------------------------- |
| 1978     | Baretta                     | Anna                    | Tập: "The Marker"                |
| 1978     | The Amazing Spider-Man      | Maria Calderon          | Tập: "Escort to Danger"          |
| 1978     | The Nativity                | Mary                    | phim truyền hình                 |
| 1978     | The Deerslayer              | Hetty Hutter            | phim truyền hình                 |
| 1979     | Barnaby Jones               | Diane                   | Tập: "School of Terror"          |
| 1980     | Beulah Land                 | Selma Kendrick Davis    | loạt phim truyền hình ít tập     |
| 1980     | Little House on the Prairie | Annie Crane             | Tập: "Portrait of Love"          |
| 1981     | Trapper John, M.D.          | Cassie                  | Tập: "Creepy Time Gal"           |
| 1981     | The Gangster Chronicles     | Ruth Lasker             | loạt phim truyền hình ít tập     |
| 1984     | Amazons                     | Dr. Sharon Fields       | phim truyền hình                 |
| 1986     | Blood & Orchids             | Hester Ashley Murdoch   | phim truyền hình                 |
| 2002     | The Magnificent Ambersons   | Isabel Amberson Minafer | phim truyền hình                 |
| 2005     | Saving Milly                | Milly                   | phim truyền hình                 |
| 2006     | Southern Comfort            | Charlotte               | TV pilot                         |
| 2007     | Raines                      | Dr. Samantha Kohl       | loạt phim truyền hình; 6 Tậps    |
| 2009     | The Christmas Hope          | Patricia Addison        | phim truyền hình                 |
| 2011–nay | Revenge                     | Victoria Grayson        | loạt phim truyền hình, Main Role |

## Giải thưởng
| Năm  | Giải thưởng                                       | Hạng mục                                                   | Tên phim               | Kết quả   |
| ---- | ------------------------------------------------- | ---------------------------------------------------------- | ---------------------- | --------- |
| 1993 | Venice Film Festival                              | Volpi Cup for Best Ensemble Cast                           | Short Cuts             | Đoạt giải |
| 1994 | National Society of Film Critics Awards           | Nữ diễn viên phụ xuất sắc nhất                             | Short Cuts             | Đoạt giải |
| 1994 | Golden Globe Award                                | Golden Globe Award for Best Ensemble Cast                  | Short Cuts             | Đoạt giải |
| 1996 | Science fiction magazine                          | Nữ diễn viên chính xuất sắc nhất in a Genre Motion Picture | Twelve Monkeys         | Đoạt giải |
| 1996 | Saturn Awards                                     | Nữ diễn viên chính xuất sắc nhất                           | Twelve Monkeys         | Đề cử     |
| 2000 | Blockbuster Entertainment Awards                  | Favorite Supporting Actress - Suspense                     | The General's Daughter | Đề cử     |
| 2000 | ALMA Awards                                       | Outstanding Actress in a Feature Film                      | The General's Daughter | Đề cử     |
| 2003 | American Veterans Award                           | Nữ diễn viên chính xuất sắc nhất                           | We Were Soldiers       | Đoạt giải |
| 2005 | Hìnhn Foundation Awards                           | Nữ diễn viên chính xuất sắc nhất                           | Saving Milly           | Đoạt giải |
| 2012 | Golden Globe Award                                | Nữ diễn viên chính xuất sắc nhất – Television Series Drama | Revenge                | Đề cử     |
| 2012 | Gay and Lesbian Entertainment Critics Association | Television Performance of the Year                         | Revenge                | Đề cử     |
| 2012 | ALMA Awards                                       | Favorite TV Actress—Drama                                  | Revenge                | Đề cử     |